# ويليام توماس (لاعب كرة قدم)
ويليام توماس (بالإنجليزية: William Thomas)‏ (1 يناير 1885 بليفربول في المملكة المتحدة - ) هو لاعب كرة قدم بريطاني (وحمل سابقاً جنسية المملكة المتحدة لبريطانيا العظمى وأيرلندا) في مركز الهجوم. لعب مع بورت فايل ونادي إيفرتون ونادي بارنسلي وهدرسفيلد تاون ونادي ليدز ‏.